# Ак-Дёбё (Аксыйский район)
Ак-Дёбё (Ак-Дебе) (кирг. Ак-Дөбө) — село Аксыйского района, Джалал-Абадской области Кыргызстана. Входит в состав Кербенской городской управы.
Расположено в северо-западной стороне от областного центра — города Джалал-Абад в центре Аксыйского района севернее г. Кербена.

## Население
По состоянию на начало 2021 года население составляло 4266 жителей (в 2009 году было 3856 чел.).
Абсолютное большинство жителей составляют кыргызы-мусульмане. Также проживают русские, узбеки и др.

## Демография
| Годы                  | 2009 | 2015 | 2021 |
| --------------------- | ---- | ---- | ---- |
| Численность населения | 3856 | 3866 | 4266 |

## История
Образовано в 1922 году. Ранее называлось Крупская, Курпуске.
До 1990 года входило в состав Ошской области.